# Rivière Missisicabi
Rivière Missisicabi är ett vattendrag i Kanada.   Det ligger i provinserna Ontario och Québec, i den östra delen av landet, 700 km norr om huvudstaden Ottawa.
Trakten runt Rivière Missisicabi består i huvudsak av gräsmarker. Trakten runt Rivière Missisicabi är nära nog obefolkad, med mindre än två invånare per kvadratkilometer.